# Pseudodipsas cyrilus
Pseudodipsas cyrilus är en fjärilsart som beskrevs av Anderson och Spry 1897. Pseudodipsas cyrilus ingår i släktet Pseudodipsas och familjen juvelvingar. Inga underarter finns listade i Catalogue of Life.